# Return to Castle Wolfenstein
Return to Castle Wolfenstein este un joc video de tip shooter la persoana întâi, lansat în 2001 de Activision, dezvoltat de Gray Matter Interactive și id Software. Jocul este un reboot al seriei clasice "Wolfenstein", originar apărută în anii '80, și continuă să dezvolte conceptul de bază al francizei, combinând elemente de acțiune și stealth într-o poveste captivantă plasată în timpul celui de-Al Doilea Război Mondial.

## Povestea
Jucătorul intră în pielea lui William "B.J." Blazkowicz, un agent special al Organizației OSA (Office of Secret Actions). Povestea începe când Blazkowicz și colegul său, Agentul One, sunt capturați în timp ce investighează operațiunile misterioase ale SS Paranormal Division în satul egiptean Kugelstadt. După ce scapă din închisoarea Castelului Wolfenstein, Blazkowicz descoperă că naziștii conduc experimente pentru a învia morți și pentru a dezvolta arme biologice, ceea ce duce la o cursă contra cronometru pentru a opri aceste planuri diabolice.

## Gameplay
Jocul combină elemente de acțiune și stealth. Jucătorii pot aborda misiunile în mod diferit, fie prin lupte directe, fie prin mișcări silențioase și tactice pentru a evita inamicii. Arsenalul din joc este vast, incluzând arme clasice din perioada celui de-Al Doilea Război Mondial, precum și arme experimentale și supraomenești.
- Arme și echipamente: Jucătorii au acces la o gamă largă de arme, de la pistoale și puști, la lansatoare de rachete și arme de foc avansate. De asemenea, pot folosi echipamente speciale precum mine și explozibili pentru a depăși obstacolele și a elimina inamicii.
- Inamici: Inamicii variază de la soldați naziști obișnuiți la soldați de elită, creaturi supraomenești și monștri înviați din morți. Fiecare tip de inamic necesită o abordare diferită și tactici specifice pentru a fi învins.
- Mediul: Jocul oferă o varietate de locații, de la castelul gotic al naziștilor, laboratoare secrete, sate ocupate de naziști, până la baze militare subterane.

## Multiplayer
"Return to Castle Wolfenstein" a fost bine primit și pentru componenta sa multiplayer, dezvoltată de Nerve Software. Modurile multiplayer includ "Objective", "Stopwatch" și "Checkpoint", fiecare oferind o experiență competitivă intensă. Jucătorii pot alege din mai multe clase, inclusiv soldat, inginer, medic și luptător de suport, fiecare având abilități și echipamente unice.
- Objective Mode: Echipele concurează pentru a îndeplini obiective specifice, cum ar fi distrugerea unor ținte sau protejarea anumitor locații.
- Stopwatch Mode: Similar cu Objective Mode, dar echipele alternează rolurile între atac și apărare pentru a vedea cine poate îndeplini obiectivele cel mai rapid.
- Checkpoint Mode: Echipele încearcă să captureze și să mențină puncte de control strategice pe hartă.

## Dezvoltare și Lansare
Jocul a fost anunțat pentru prima dată la E3 2000 și a fost lansat oficial în noiembrie 2001 pentru PC. Ulterior, jocul a fost portat pe Mac OS X, PlayStation 2 și Xbox. Engine-ul grafic utilizat este id Tech 3, dezvoltat de id Software, același engine folosit și pentru "Quake III Arena", ceea ce a permis jocului să ofere o grafică impresionantă și o fizică avansată pentru acea perioadă.

## Recenzii și Impact
"Return to Castle Wolfenstein" a primit recenzii majoritar pozitive, fiind lăudat pentru gameplay-ul său captivant, grafica de ultimă generație și povestea bine scrisă. Criticii au apreciat și componenta multiplayer, care a fost considerată una dintre cele mai bune din acea perioadă.
- IGN: 9.0/10, evidențiind gameplay-ul solid și designul excelent al nivelurilor.
- GameSpot: 8.8/10, lăudând atmosfera și elementele de acțiune.
- Metacritic: Scor agregat de 88/100, reflectând aprecieri puternice din partea criticilor și jucătorilor.

## Moștenire
"Return to Castle Wolfenstein" a revitalizat interesul pentru seria Wolfenstein și a stabilit un nou standard pentru jocurile de acțiune bazate pe Al Doilea Război Mondial. Succesul său a dus la dezvoltarea altor titluri în serie, inclusiv "Wolfenstein: Enemy Territory", un shooter multiplayer gratuit lansat în 2003, și la reboot-ul seriei în 2009 cu titlul simplu "Wolfenstein".
"Return to Castle Wolfenstein" rămâne un titlu iconic în istoria jocurilor video, combinând perfect acțiunea intensă cu elemente de horror și stealth, și continuă să fie apreciat de fanii genului chiar și la ani buni de la lansare. Jocul a demonstrat capacitatea dezvoltatorilor de a reinventa o serie clasică, aducând-o în era modernă a jocurilor video cu succes.